# 臼井儀人のもっと ひらきなおっちゃうぞ!
『臼井儀人のもっと ひらきなおっちゃうぞ!』（うすいよしとのもっとひらきなおっちゃうぞ）は、臼井儀人による日本の漫画短編集第2弾。竹書房バンブーコミックスから1993年7月11日に発売された。

## 収録作品
- ひらきなおっちゃうぞ!（まんがライフバラエティ1991年6月23日号・7月23日号・8月23日号・1993年1月17日号、ポッキーくん増刊、あべこうじSPECIAL掲載作品）
- ぶちかまシアター（日刊スポーツ駅販売版1990年10月から1993年2月までの掲載作品をよりぬき）
- スポーツするか!!（まんがパロ野球ニュース1991年4月 - 11月号掲載作品）
- いっしょにSUMO!（まんがパロ野球ニュース1991年12月号 - 1992年3月号掲載作品）
- おぎの武道館（ポッキーくん増刊1989年7月22日号・1989年9月30日号掲載作品）
- おまけ（あとがき）

## 作品内容紹介
ひらきなおっちゃうぞ!
主人公に特定は無く、病院の先生、お金持ちのお嬢様、会社員などの不条理な日常を描いた作品。掲載誌が青年向け雑誌だったので、下ネタが多いのもこの作品の特徴である。
ぶちかまシアター
息子の嫁と、女好きのお爺さんがバトルを繰り広げる話。それ以外のキャラが登場する話もある（悪役レスラー マッド山田他）。後、お爺さんのキャラは、『クレヨンしんちゃん』の登場キャラ、秋田のじいちゃんの原型とも思われる箇所が多くある。
スポーツするか!!
当時人気絶頂だった相撲取り、貴花田、若花田などをモデルにしたパロディギャグ漫画。
おぎの武道館
武道館館長の弟子、妻との日常をギャグチックに描いた作品。